# Ugo Panziera
Ugo Panziera, ou Panciera, também conhecido como Ugo da Prato (Pomarance, c. 1260 – Tartária, c. 1330), foi um teólogo, frade franciscano, missionário e escritor italiano.

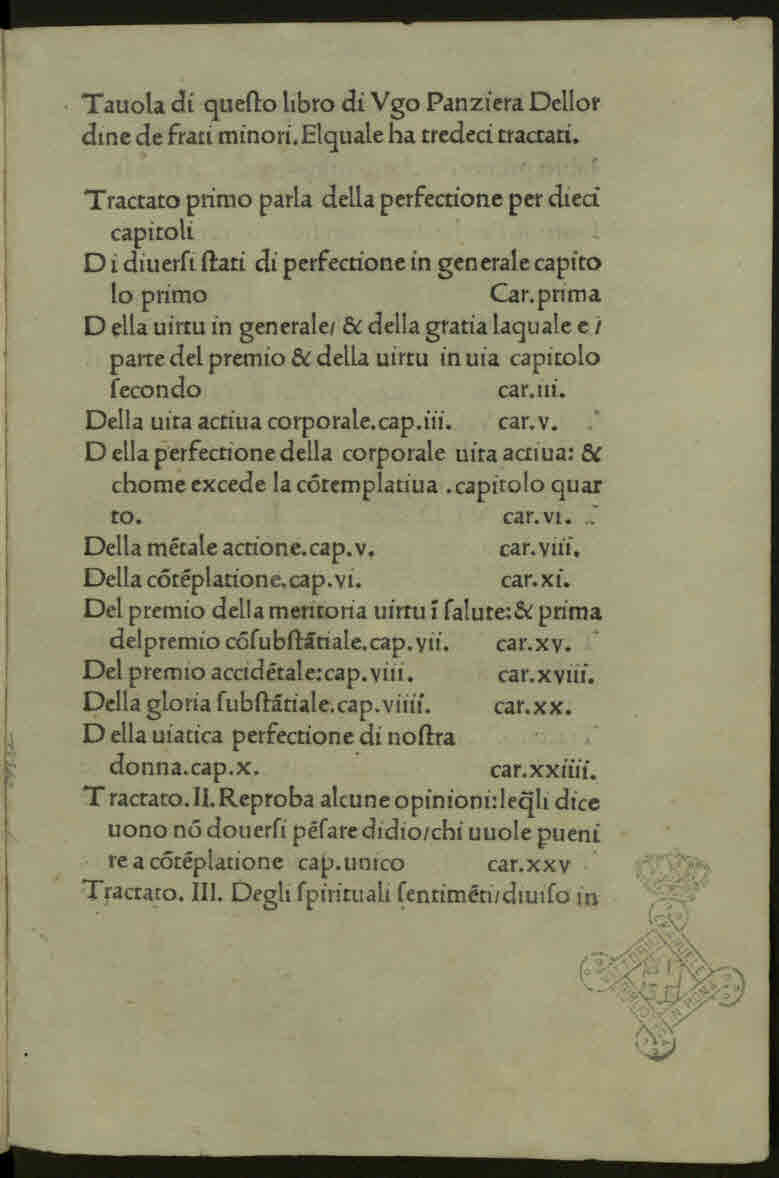
Trattati spirituali

## Obras
- Trattati spirituali (em italiano). Firenze: Antonio Mischomini. 1492
- Guasti, Cesare, ed. (1861). I cantici spirituali del beato Ugo Panziera (em italiano). Prato: Tipografia Guasti